# Медаль «За битву при Лесной»
«За битву при Лесной» — медаль, которой награждали участников битвы при Лесной. Медали были изготовлены на Кадашевском монетном дворе Москвы. Серебряных медалей было 4618 (диаметр 28 мм)  - для раздачи нижним чинам для ношения на Андреевской ленте. Для офицеров выпустили 6 типов золотых медалей достоинством 13, 6, 5, 3, 2 и 1 червонец в зависимости от чина и заслуг (всего 1140 золотых медалей). В Преображенском полку было награждено 39 унтер-офицеров, 88 сержантов, каптенармусов и капралов. Оригинал (штемпель) сделан был на заказ немецким медальером Ф. Г. Мюллером в 1713-1714 годах (сами медали делались в 1716 году в России).

## Описание
На лицевой стороне медали изображён Пётр I с надписью: «ПЕТРЪ. ПЕРВЫ. ИМП. ИСАМОД. ВСЕРОСС.». На обратной стороне медали изображён Пётр I на вздыбленном коне на фоне сражения, и лента с надписью: «ДОСТОЙНОМУ — ДОСТОЙНОЕ». По краям медали надписи: «ЗА ЛЕВЕНГ:», «БАТАЛИЮ». Внизу дата: «1708».